# Nereto
Nereto est une commune italienne d'environ 5 400 habitants située dans la province de Teramo, dans la région Abruzzes, en Italie méridionale.

## Administration
| Période                                  | Période  | Identité      | Étiquette       | Qualité |
| ---------------------------------------- | -------- | ------------- | --------------- | ------- |
| 15 juin 2004                             | En cours | Sergio Moroni | Centro-Sinistra |         |
| Les données manquantes sont à compléter. |          |               |                 |         |

### Hameaux
- contrade : Capo di Valle, Certosa, Parignano, Pignotto, Rote, San Martino, San Savino, Vibrata.

### Communes limitrophes
Controguerra, Corropoli, Sant'Omero, Torano Nuovo.

## Personnalités
- Domenico De Guidobaldi (Nereto, 1811 - Naples, 1902), archéologue ;
- Ferdinando Ranalli (Nereto, 1813 - Pozzolatico, 1894), homme de lettres ;
- Emidio Piermarini (Nereto, 1888 - Rome, 1969), auteur d'épigrammes, conteur ;
- Gennaro Costantini (Nereto, 1885 - Venise, 1955), spécialiste des maladies pulmonaires ;
- Raffaele Porrani (Nereto, 1918 - Lopanagus (Grèce), 1942), policier, Médaille d'or de la valeur militaire.